# Krasnosélskaya

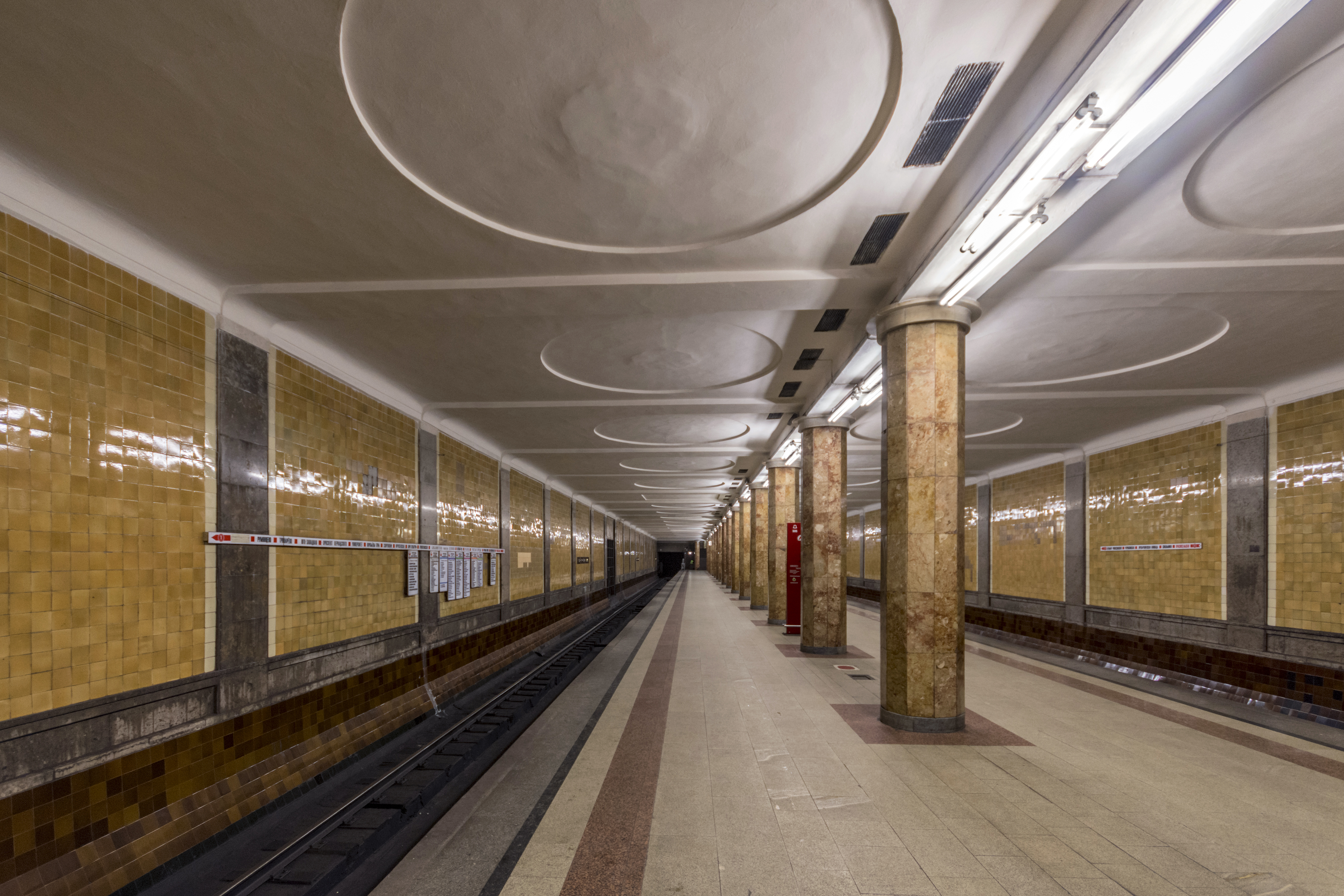
Krasnosélskaya

Krasnosélskaya (del ruso: Красносе́льская) es una estación del Metro de Moscú de la Línea Sokólnicheskaya. Está ubicada entre las estaciones Sokólniki y Komsomólskaya en la región Krasnoselsky del Distrito administrativo central de la ciudad de Moscú.

## Historia y origen del nombre
La estación fue abierta el 15 de mayo de 1935 como parte del primer tramo del Metropolitano de Moscú Sokólniki - Park Kultury con la ramificación Ojótny Ryad - Smolénskaya. Fue llamada así por la antigua comarca Krasnoe Selo, la cual se cita por primera vez en un testamento del año 1432. Bajo el reinado de Vasily Temny fue reconstruida y renombrada como Krasnoe Selo (en ruso antiguo krasnoe significa krasivoe, lo cual en castellano significa bello). 
El nombre proyectado de la estación era Gavrikova Úlitsa

## Vestíbulos y transbordos
La salida ubicada en el único vestíbulo de esta estación se dirige hacia las calles Krasnoprúdnaya y Vérjniaia Krasnosélskaya. En el proyecto estaba estipulada una segunda salida hacia la calle Gavríkova, pero debido al bajo flujo de pasajeros nunca fue abierta.

## Características técnicas
Dos cavidades no profundas (8 metros) separadas por columnas constituyen el interior de la estación. Tiene una fila de colmunas ubicadas en el centro del andén, el cual es muy angosto comparado con otras estaciones, debido al bajo flujo de pasajeros que se suponía que habría.

## Diseño
Los muros laterales están embaldosados con placas esmaltadas de cerámica amarilla (en la parte superior) y roja ( en la parte inferior). El piso está hecho de mármol blanco. Las columnas están talladas y recubiertas de un material traído de Crimea parecido al mármol.
En el momento de su apertura, la estación contaba con lámparas semicirculares situadas en cajones sobre las salas laterales, las cuales fueron reemplazadas por lámparas esféricas. Después de una reparación profiláctica que fue hecha, las lámparas ciculares que alumbraban el andén fueron cambiadas por tubos luminiscentes entre las columnas.
Para el año 2015 se planea una reconstrucción general de la estación.
Krasnosélskaya es una de las pocas estaciones del metro que aún conserva la inscripción МЕТРО (metro) en su vestíbulo principal.

## Krasnosélskaya en cifras
- Código de la estación: 005.
- En marzo de 2002 el flujo de pasajeros fue el siguiente: entrada - 29,2 mil, salida - 28,2 mil.
- Horario de trabajo: 05:35 - 01:00.

## Galería fotográfica

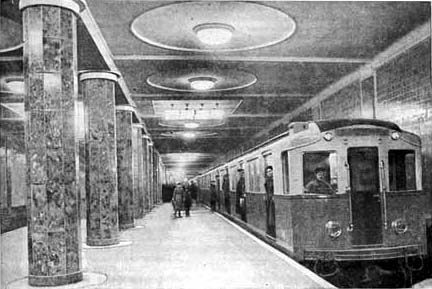
Estación Krasnosélskaya. Año 1935.
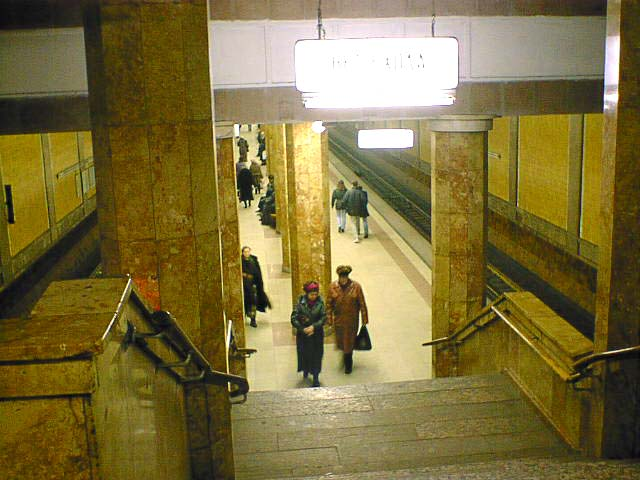
Vista desde las escaleras.
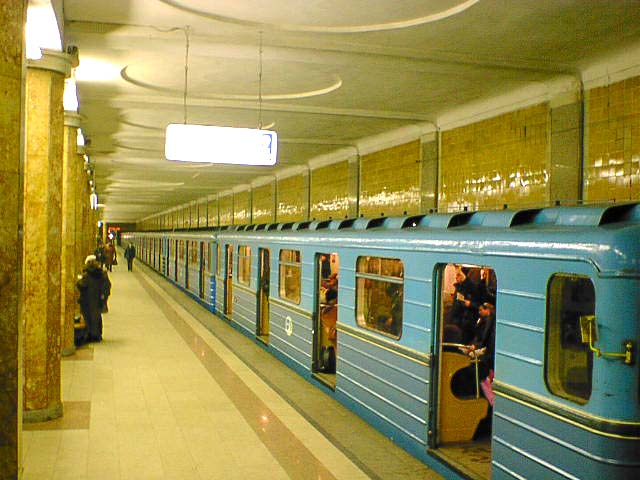
Andén.
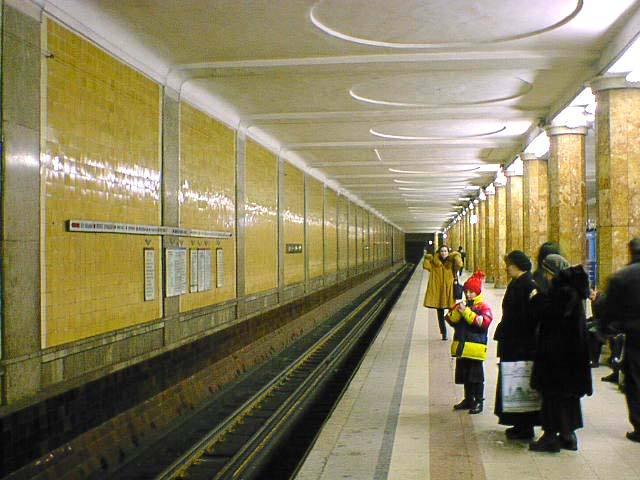
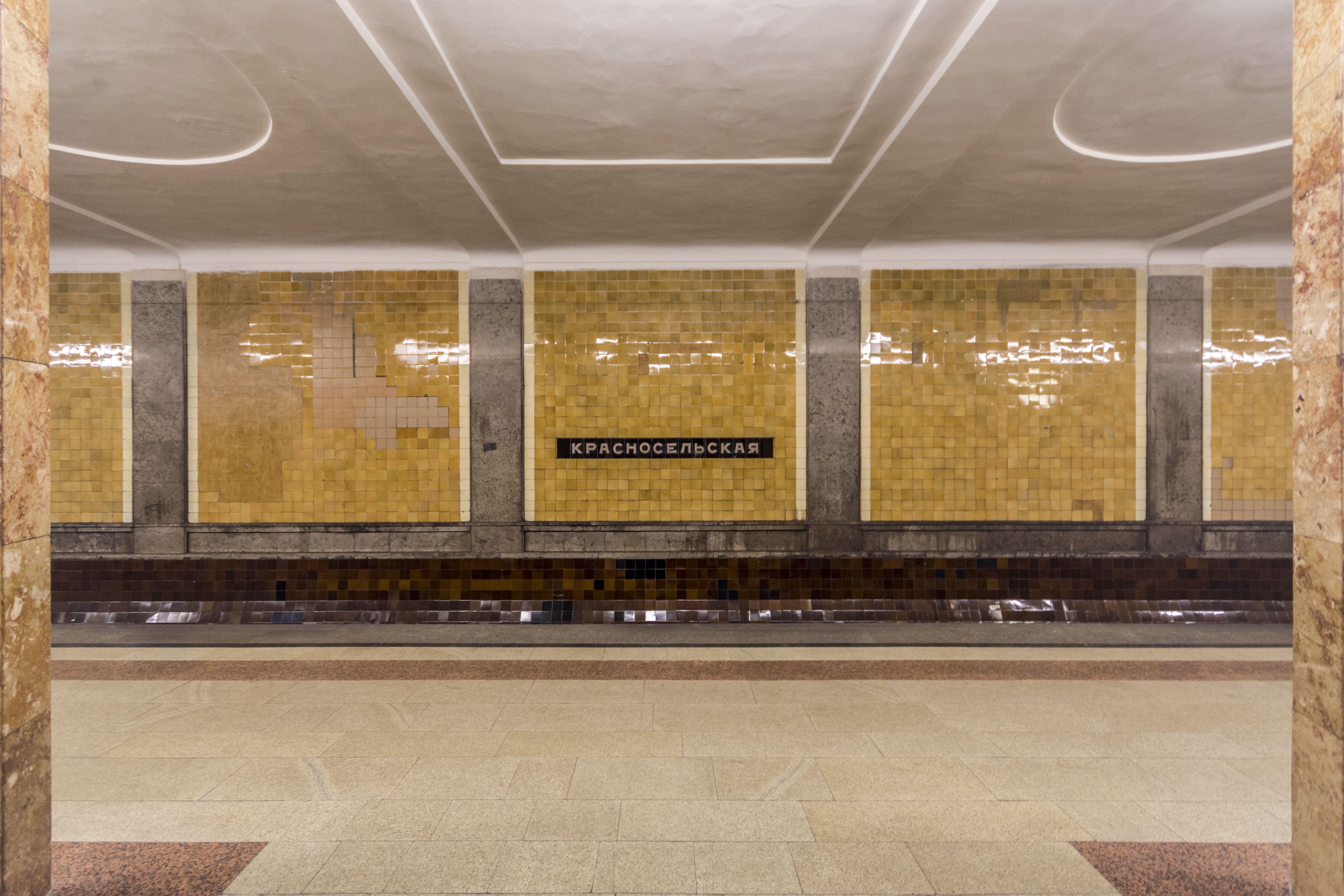
Pared lateral.